# Piercia serena
Piercia serena är en fjärilsart som beskrevs av Claude Herbulot 1990. Piercia serena ingår i släktet Piercia och familjen mätare. Inga underarter finns listade i Catalogue of Life.